# Vesa Luma
Vesa Luma, född 12 maj 1986 i Pristina, Jugoslavien, är en albansk sångerska.

## Karriär
Luma har deltagit i flera populära albanska musiktävlingar, som Festivali i Këngës och Kënga Magjike. 2004 deltog hon för första gången i Festivali i Këngës, tillsammans med Teuta Kurti och Rona Nishliu och med låten "Flakareshë". 2010 släppte hon sommarhiten "Amanet" (testamente). Senare samma år deltog hon i Kënga Magjike 12, denna gång med låten "Vetem" (endast). Luma tog sig till finalen, och slutade på en sjätte plats. Hon fick också pris för "bästa produktion". Under våren 2012 var hon en av jurymedlemmarna under debutsäsongen av X Factor Albania. Inför den andra säsongen byttes hon och Juliana Pasha ut mot Tuna och Soni Malaj. I december 2012 kom hon att ställa upp i Festivali i Këngës 51 med ett bidrag komponerat av Florent Boshnjaku. Boshnjaku var även med och komponerade Albaniens bidrag i Eurovision Song Contest 2012, "Suus". I början på december avslöjades låtens titel, "S'jam perfekt". Hon tog sig vidare från semifinalen men väl i final fick hon noll poäng och slutade på en delad sista plats tillsammans med Valon Shehu och Selami Kolonja.
I mars 2013 släppte hon låten "24 orë" (njëzetekatër orë) med en tillhörande musikvideo. Låten skrevs och komponerades av Big Basta och Darko Dimitrov.

## Diskografi

### Album
- 2008 – Të kam dashur shumë
- 2010 – Amanet
- 2013 – Pop Cult

### Singlar
| - 2004 – Flakareshë - 2006 – Jemi dhe s'jemi - 2007 – Ik kur të lë unë - 2007 – Një natë për mua - 2008 – Luaj | - 2008 – Edhe për mu do të ket zemër - 2009 – Edhe një fundvit - 2010 – Amanet' - 2010 – Vetëm - 2011 – Ti po don | - 2012 – Boom (feat. Big Basta) - 2012 – S'jam perfekt - 2013 – 24 orë - 2013 – Nuk do flejmë - 2013 – Si ndaluar |